# Principi de no-intervenció
El principi de no-intervenció és l'obligació dels Estats d'abstenir-se d'intervenir, directament o indirecta, en els assumptes interns o externs d'altre Estat amb la intenció d'afectar la seva voluntat i obtenir la seva subordinació. És un principi del Dret Internacional Públic i deriva directament de la independència de les nacions i el dret d'autodeterminació dels pobles.

## Origen
L'origen del principi de no-intervenció es troba en la Doctrina Monroe desenvolupada el 1823 pel president James Monroe dels Estats Units sota el lema d'«Amèrica per als americans» en funció de la qual va sostenir que les potències europees no tenien dret a intervenir enlloc del continent. Paradoxalment, la Doctrina Monroe va ser considerablement dirigida a detenir la intervenció de les potències imperials europees sobre les recentment independitzades colònies, però va obrir també camí a la intervenció neocolonial dels Estats Units en el continent americà.

## Doctrina Estrada
El 27 de setembre de 1930, Genaro Estrada, llavors secretari de relacions exteriors del govern de Pascual Ortiz Rubio a Mèxic, va enviar una carta a tots els representants d'aquella nació en l'estranger. En ella els va referir un gran principi que fet i fet seria conegut com La doctrina Estrada. En la qual queda perfectament desenvolupat el principi de no-intervenció, encara que amb un enfocament diferent de l'usat per James Monroe. En aquesta doctrina, s'estableix que davant l'existència de governs estrangers i activitats emanades d'ells, Mèxic no es mostraria partidari d'emetre judicis referent a això. Ja que aquesta pràctica es considera denigrant, en el principi que menyscaba la sobirania de tals estats. A més s'estableix que Mèxic tan sols es limitarà a mantenir o retirar als seus agents diplomàtics en altres nacions, així com acceptar o seguir acceptant, segons es consideri necessari, a representants estrangers. Així es fonamenta, per a Mèxic, un principi de no-intervenció en el qual aquest país no es considera en capacitat de jutjar, aprovar o desaprovar a altres nacions.